# FIFA 22
FIFA 22 — це футбольна відеогра-симулятор, розроблена підрозділами EA Vancouver й EA Romania та видана Electronic Arts. Це 29-а частина серії FIFA, яка була випущена 1 жовтня 2021 року для Microsoft Windows, Nintendo Switch, PlayStation 4, Xbox One, PlayStation 5 і Xbox Series. Однак гравці, які попередньо замовили ultimate edition, отримали чотири дні раннього доступу та могли грати в гру з 27 вересня. На обкладинці другий рік поспіль зображений молодий футболіст Кіліан Мбаппе.
Через Російське вторгнення в Україну (2022). EA видалила російські збірні з усіх версій своїх футбольних відеоігор та позбавила російських і білоруських гравців права брати участь у кіберспортивних змаганнях з FIFA 22.

## Нововведення

### Збірна України
У цій частині FIFA, у перше з'являється Збірна України з футболу. З українських команд в грі на момент написання статті є Київське Динамо та Донецький Шахтар.

### Режим кар'єри
«Режим кар’єри» в однокористувацькій грі у FIFA 22, користувач може грати як гравець або менеджер протягом 15 років кар’єри. FIFA 22 представляє опцію створення клубу в кар'єрі менеджера, дозволяючи гравцям створювати новий клуб з індивідуальною формою, гербом і домашнім стадіоном. Режим кар'єри представляє функцію рівня, за допомогою якої користувачі можуть просувати свого гравця, збираючи очки досвіду, які відкривають навички гравця та «перки» для покращення статистики.

### Ultimate team
FIFA 22 Ultimate Team — це ігровий режим, у якому користувачі можуть створити команду та грати в онлайн чи офлайн-ігри, щоб отримати різні картки, як-от «FUT Heroes», які можна додати до своєї команди. FIFA 22 Ultimate Team представила картки «FUT Heroes», які представляють різних гравців зі спеціальними рейтингами та атрибутами.
Як і в FIFA 21, відомі колишні гравці отримують картки «ікони», схожі на «Герої FUT». Серед нових гравців, доданих для FIFA 22, — Ікер Касільяс, Робін ван Персі, Уейн Руні та Кафу. Як і в попередній грі, гравці мають можливість переглядати срібні та золоті набори гравців, дозволяючи гравцям попередньо переглянути, що вони отримають від пакета, перш ніж вирішити, чи купувати його. Карти «Значки» класифікуються як надзвичайно рідкісні, ймовірність отримати одну з колоди гравця менш як 1 %.

## Ліцензії
Ювентус, Рома, Аталанта та Лаціо не представлені у FIFA 22, а натомість відомі як «П'ємонте Кальчо», «Рома ФК», «Бергамо Кальчо» та «Лаціо» відповідно. Гра зберігає схожість гравців, але офіційний бейдж, форми та стадіони замінено на нестандартний дизайн і загальні стадіони, створені EA Sports. Мюнхенська «Баварія» та «Барселона» також представлені в грі з ліцензованими гравцями та формами, але не мають ліцензій на стадіони, тому грають на типових стадіонах.